# Pronephrium
Pronephrium är ett släkte av kärrbräkenväxter. Pronephrium ingår i familjen Thelypteridaceae.

## Bildgalleri

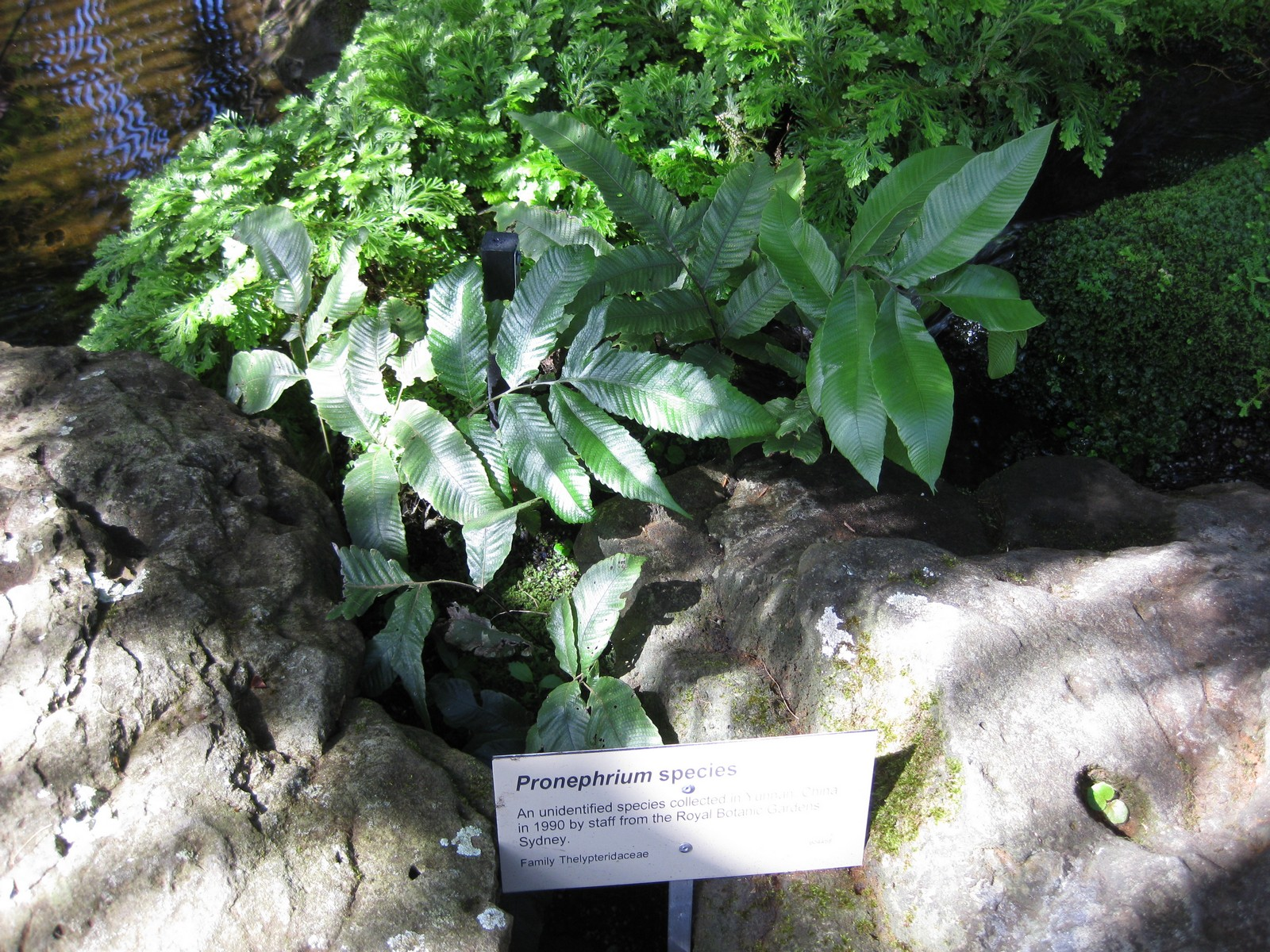
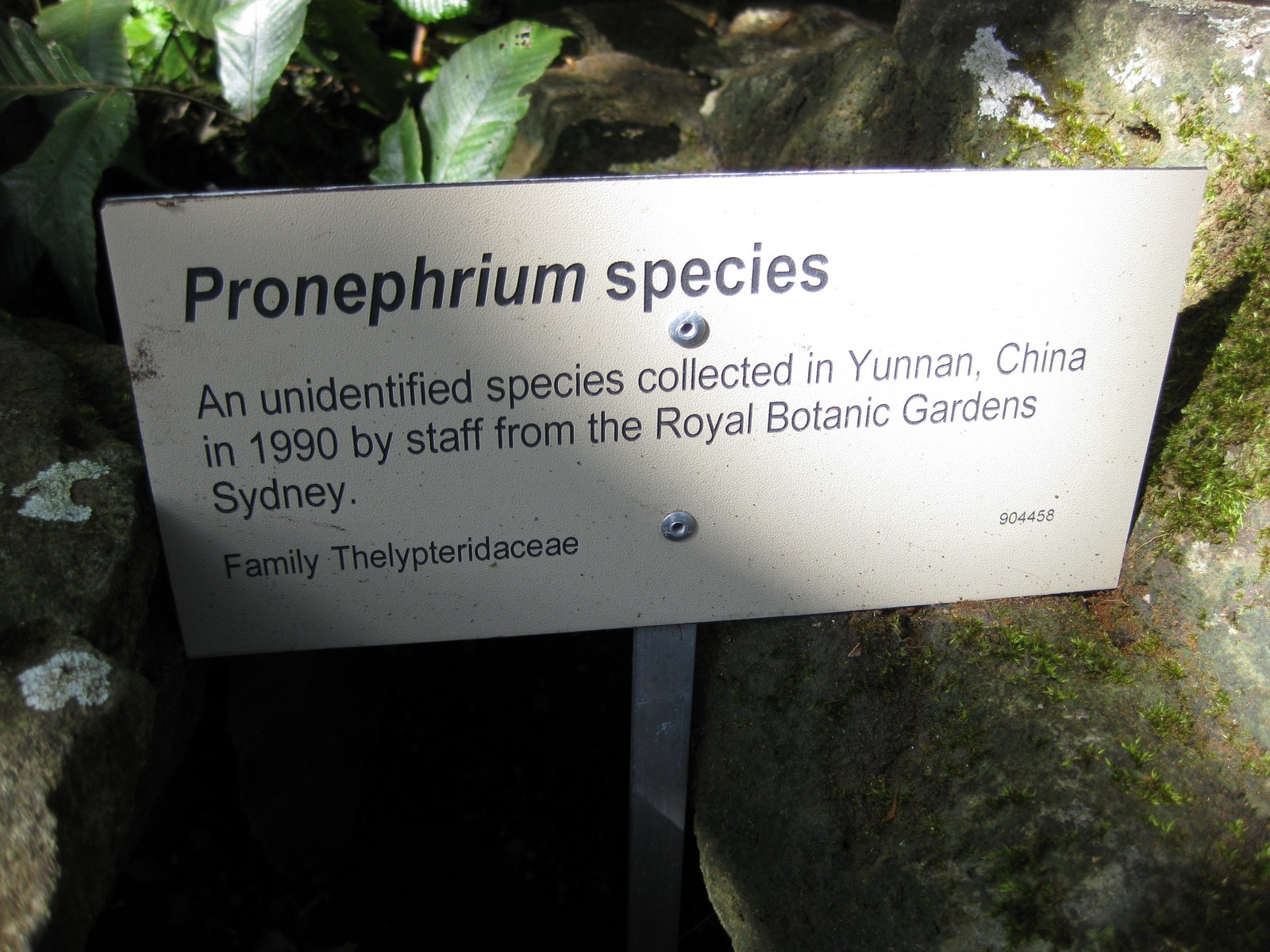

## Dottertaxa tillPronephrium, i alfabetisk ordning[1]
- Pronephrium acanthocarpum
- Pronephrium affine
- Pronephrium amboinense
- Pronephrium amphitrichum
- Pronephrium aquatiloides
- Pronephrium articulatum
- Pronephrium asperum
- Pronephrium bakeri
- Pronephrium balabacensis
- Pronephrium beccarianum
- Pronephrium borneense
- Pronephrium brauseanum
- Pronephrium bulusanicum
- Pronephrium celebicum
- Pronephrium clemensiae
- Pronephrium crenulatum
- Pronephrium cuspidatum
- Pronephrium debile
- Pronephrium euryphyllum
- Pronephrium exsculptum
- Pronephrium firmulum
- Pronephrium gardneri
- Pronephrium giluwense
- Pronephrium glandulosum
- Pronephrium gracilis
- Pronephrium granulosum
- Pronephrium gymnopteridifrons
- Pronephrium hekouensis
- Pronephrium heterophyllum
- Pronephrium hewittii
- Pronephrium hirsutum
- Pronephrium hosei
- Pronephrium interruptum
- Pronephrium kjellbergii
- Pronephrium lakhimpurense
- Pronephrium lineatum
- Pronephrium liukiuense
- Pronephrium longipetiolatum
- Pronephrium macrophyllum
- Pronephrium manuselense
- Pronephrium medogensis
- Pronephrium megacuspe
- Pronephrium melanophlebium
- Pronephrium menisciicarpon
- Pronephrium merrillii
- Pronephrium micropinnatum
- Pronephrium millarae
- Pronephrium minahassae
- Pronephrium moniliforme
- Pronephrium nitidum
- Pronephrium nudatum
- Pronephrium palauense
- Pronephrium parishii
- Pronephrium peltatum
- Pronephrium penangianum
- Pronephrium pentaphyllum
- Pronephrium peramelense
- Pronephrium pseudoliukiuense
- Pronephrium ramosii
- Pronephrium repandum
- Pronephrium rhombeum
- Pronephrium rubicundum
- Pronephrium rubidum
- Pronephrium rubrinerve
- Pronephrium salicifolium
- Pronephrium samarense
- Pronephrium scopulorum
- Pronephrium setosum
- Pronephrium simillimum
- Pronephrium simplex
- Pronephrium solsonicum
- Pronephrium sulawesiense
- Pronephrium thwaitesii
- Pronephrium thysanoides
- Pronephrium trachyphyllum
- Pronephrium triphyllum
- Pronephrium womersleyi
- Pronephrium xiphioides
- Pronephrium yunguiensis